# Diego Velázquez
Diego Rodríguez de Silva y Velázquez  poznatiji kao samo Diego Velázquez bio je španjolski slikar koji je bio vodeći umjetnik na dvoru kralja Filipa IV. Bio je najvažniji portretist baroka i slikar scena od povijesnog I kulturnog značaja. Slikao je portrete španjolske kraljevske obitelji, značajne osobe iz cijele Europe, ali i običnog puka u brojnim genre scenama.
Od prve polovice devetnaestog stoljeća, Velázquezova djela su primjer za realističke i impresionističke slikare, osobito na Maneta. Od tada sve više modernih umjetnika, kao Španjolci Pablo Picasso i Salvador Dalí, ali i irski slikar Francis Bacon, odaju svoju počast slikajući prema Velázquezovim slavnim djelima.  

## Životopis

### Rani dani
Rođen u Sevilji, Andaluzija, Španjolska 6. lipnja 1599. kod roditelja Juana Rodrígueza de Silva (izvornog imena João Rodrigues da Silva), odvjetnika židovsko-portugalskih korijena i Jerónime Velázquez, potomka španjolske plemićke klase Hidalgo, reda manje aristokracije. Tada je običaj bio da najstariji sin, zbog dobivanja nasljedstva s majčine strane, preuzme majčino prezime. 
Roditelji su ga odgojili da bude dobar vjernik, te su ga naučili jezicima i filozofiji, ali od rana je pokazao dar za umjetnost. Naposljetku, započeo je umjetničku obuku kod slikara Francisca de Herrera, a s 12 godina kod Seviljskog slikara Pachecoa. Tu je pet godina učio proporcije, perspektivu, ali i pratio umjetničke i književne trendove u Sevilji.
Ranih 1620tih već je osigurao svoje mjesto i reputaciju u Sevilji, čemu je pridonijela i ženidba s Juanom Pacheco (1602. – 1660.), kćerkom njegova učitelja. Ona mu je rodila dvije kćeri, njegove jedine potomke. Mlađa - Ignacia de Silva Velázquez y Pacheco, je umrla veoma mlada, dok se starija - Francisca de Silva Velázquez y Pacheco (1619. – 1658.),  udala za slikara Del Maza u Madridu 21. kolovoza 1633.
Velázquez stvara značajna djela u kojima započinje svoj izričaj pažljivog realizma.

### Madrid i Filip IV.
Velázquez je otišao u Madrid u travnju 1622. s pismima preporuke sugrađanina Don Juana de Fonseca, kraljevskog kapelana. Vrlo je vjerojatno da je Velázquez svratio u Toledo na svom putu za Madrid, te se pobliže upoznao s djelima El Greca.
U prosincu 1622., Rodrigo de Villandrando, omiljeni slikar kralja Filipa IV. je preminuo i Don Juan de Fonseca se zauzeo da ga naslijedi upravo Velázquez. Ponuđeno mu je 50 dukata (175 g zlata—vrijedno oko 2000 € 2005. godine) za njegove troškove, te je došao na dvor u pratnji svoga punca. 
U kolovozu 1623., kralj Filip IV. je prvi put pozirao za Velázqueza. Iako je završio sliku za samo jedan dan (vjerojatno samo portretna skica), i kralj i njegov tajnik Olivares su bili prezadovoljni. Olivaresje naložio Velázquezu da se preseli u Madrid, obećavši kako nitko nikada više, osim njega, neće slikati kralja.
Sljedeće, 1624. godine, primio je 300 dukata za troškove preseljenja obitelji u Madrid koji će mu postati domom do kraja života. Velázquez je primljen u kraljevsku službu s plaćom od 20 dukata mjesečno, uz plaćene liječničke troškove, boravak i dodatni honorar za naslikane slike.
U rujnu 1628., Peter Paul Rubens je došao u Madrid kao veleposlanik princeze Isabelle, i Velázquez mu je bio domaćin među Tizianovim slikama u Escorialu. Rubens je tada bio na vrhuncu i tijekom sedam mjeseci diplomatske misije u Španjolskoj pokazao je svoju veličinu kao slikar, ali i kao dvorjanin. Rubens je imao visoko mišljenje o Velázquezu, ali nije imao veliki utjecaj na njegov način slikanja. No, učvrstio je njegovu želju da posjeti Italiju i vidi djela starih majstora.
Godine 1627., Filip je objavio natječaj za najbolje slikare španjolske s temom progona Maura. Velázquez je pobijedio i dobio zavidnu plaću za sliku koja je nažalost uništena u požaru u palači 1734. 
Pet godina nakon što ju je naslikao 1629., primio je dodatnih 100 dukata za sliku Bakhov trijumf. Duh ove slike bolje prenosi njen španjolski naziv - Los borrachos ili Los bebedores (pijanice), koji podrugljivo oslikava ovo veličanje polunagog lovorom okrunjenog čovjeka na bačvi vina. Slika je čvrsto naslikana, a svjetlo i sjena su vještije tretirani nego na drugim slikama. Sve u svemu, ona predstavlja primjer najnaprednijeg Velázquezovog stila.

### Zrele godine u Italiji i Madridu
Godine 1629. otišao je da živi u Italiji godinu i pol.  Iako se ovo smatra važnom činjenicom u razvoju njegova stila u slikarstvu, malo je detalja poznato o samom životu tamo: koga je vidio, upoznao, kako je bio primljen i što je očekivao pronaći.
Velázquez je rijetko potpisivao svoje slike i kraljevski arhiv daje datume samo njegovih najvažnijih djela. Nutarnji dokazi iz njegovih portreta daju detaljnije informacije. Velázquez je po povratku u Madrid naslikao prvi od mnogih portreta mladog princa prijestolonasljednika - Don Baltasara Carlosa na propetom konju u maršalskoj odori, odišući plemenitošću usprkos mladosti. Don Baltasar je umro 1646. napunivši tek sedam godina, stoga iz ovog portreta možemo pretpostaviti da je naslikan oko 1641.
Moćni ministar Olivares je rano postao zaštitnikom slikara, te se njegov lik nalazi na mnogim Velázquezovim portretima. Velázquez je hrabro ostao uz njega i u trenutku kada je Olivares pao u kraljevu nemilost, izlažući se opasnosti od odmazde ljubomornog Filipa. Kralj je ipak ostao vjeran svom najdražem slikaru.
Kipar Montafles je napravio skulpturu po jednom Velázquezovom konjaničkom portretu kralja; ona sada stoji na trgu Oriente u Madridu. Original je odavno izgubljen, ali postoji nekoliko kopija slike. Velázquez je na ovoj slici, i drugim sličnima, prikazao kralja Filipa s čvrstim okovratnikom koji pod pravim kutom stoji oko vrata – tzv. golilla. Taj modni dodatak je bio kraljeva inovacija na koju je bio jako ponosan, te je čak organizirao procesiju da zahvali Bogu za taj blagoslov. Golilla je brzo postala vrhuncom mode i javlja se na brojnim portretima iz ovog vremena.
Velázquez je konstantno bio u Filipovoj blizini prateći ga na njegovim putovanjima u Aragon 1642. i 1644., a zasigurno je bio prisutan kada je kralj ušao u Leridu kao osvajač. Tada je naslikao slavnu konjaničku sliku na kojoj je kralj rprikazan kao veliki vojskovođa ispred svojih trupa. Sve je punom pokretu osim kraljeva lica. Ova slika visi pored konjaničkog portreta Karla V. od Tiziana, koja je poslužila Velázquezu kao nadahnuće, ali i slika koju je pokušao nadmašiti svojim srebrnim tonovima i punim osjećajem otvorenog prostora.

#### Portreti
Pored četrdesetak portreta kralja Filipa, Velázquez je naslikao i ostale članove kraljevske obitelji: Filipovu prvu ženu – Isabellu Bourbonsku, njihovu djecu, osobito najstarijeg sina Don Baltasara Carlosa. Za Velázqueza su pozirali i plemići, vojnici, svećenici, pa i popularni pjesnik Francisco de Quevedo.
Iako je tek nekolicina dama s kraljevskog dvora poziralo Velázquezu, on je naslikao brojne slike dvorjana i patuljaka. Velázquez ih prikazuje s otvorenim simpatijama i poštovanjem, kao što se može vidjeti na slici El Primo (Omiljeni), čije inteligentno lice i velika bilježnica s tušem i perom koje stoje pored njega, prikazuju ga kao mudra i bolje obrazovana čovjeka od mnogih uglađenih dvorjana.
Najveća religijska slika Velázqueza - Cristo Crucificado (1632., Raspeti Krist), također pripada ovom srednjem periodu. Ovo djelo iznimne originalnosti prikazuje Krista na križu, samog, netom nakon smrti na križu. Spasiteljeva glava visi na njegovim prsima dok mu busen guste crne kose prekriva dio lica.  Mnogi vjeruju da je osoba prikazana kao Krist umjetnikov stric.
Filip je povjerio Velázquezu osnivanje španjolske umjetničke akademije.  Iako bogata slikama, španjolskoj je nedostajalo skulptura, te je Velázquez zadužen da otputuje u Italiju i kupi brojna djela. 
Uz pratnju svojeg sluge Juana de Pareja, kojeg je učio slikarstvu, Velázquez je 1649. otplovio iz Malage za Genovu, te je nastavio put Milana i Venecije kupujući putem slike Tiziana, Tintoretta i Veronesea. U Modeni ga je s posebnim počastima primio vojvoda Modene, te je naslikao njegov portret.  
Ovaj portret, skupa s onim pape Inocenta X. kojeg je naslikao u Rimu, predstavljaju finalnu fazu njegovog portretnog stila. Velázquez je postigao manera abreviada, pojam iz tog vremena koji objašnjava njegov odvažni oštri stil slikanja. Portret pape ima nemislosrdan izraz lica za koji su službenici Vatikana mislili kako se neće svidjeti Papi. No, on je toliko bio zadovoljan da ga je dao postaviti u njegovoj službenoj čekaonici.

## Kasni španjolski period
Kralj Filip je zahtijevao njegov povratak, i Velázquez se nakon posjeta Napulju i svome prijatelju Joséu Riberi, vratio preko Barcelone 1651. Sa sobom je donio mnogo slika i oko 300 skulptura koje su postupno nestale nakon Filipove smrti.  
Isabella Bourbonska je umrla 1644. i kralj se ponovno oženio s Marijanom Austrijskom, koju je Velázquez rado slikao. Slikar je odabran osobno od kralja za titulu aposentador mayor, koja pretpostavlja dužnost nadgledanja kraljevskih odaja. Ova dužnost je ometala njegov slikarski rad, ali to se ne vidi na njegovim djelima koja su predstavljala sam vrhunac njegove karijere.
Da nije bilo ove titule, Velázquez ne bi mogao izbjeći progon španjolske inkvizicije zbog svoje slike La Venus del espejo (Venera uz zrcalo) poznata i kao  Uspavana Venera. To je jedini ženski akt koji je naslikao Velázquez; uglavnom, jedini koji je očuvan.
U Španjolskoj su uglavnom bila dva promicatelja umjetnosti: Crkva i Dvor. Bartolome Esteban Murillo je bio umjetnik kojeg je voljela crkva, dok je Velázqueza sponzorirala blagonakloni prijestolonasljednici. Glavna razlika je na kraju bila u tome što je Murillu, financiranom od bogate i moćne crkve, ostalo tek malo novaca za njegov pogreb, dok je Velázquez živio u umro sa svim blagodatima dobre plaće i smještaja.
Jedna od infanta (princeza), Margarita, najstarija kćer nove kraljice je glavni lik slike Las Meninas (1656., Male dvorske dame), Velázquezovo remek djelo. Nastala četiri godine prije njegove smrti, ovo je krunsko djelo europskog baroka. Začudo, gledajući brojne poglede u slici, nije nam jasno što je zapravo tema slike. To je još uvijek temom dvojbi, a jedna od interpretacija kaže da je slikar ubacivši blijedi portret kralja i kraljice na suprotni zid, Velázquez pronicljivo prognozirao pad španjolskog carstva koje će nastupiti nakon njegove smrti. Druga interpretacija (bliža istini) kaže da je to ogledalo, te da je slika tako organizirana da su promatrači slike na mjestu kralja i kraljice, te se njihov odraz vidi u ogledalu na kraju sobe.
Kažu da je sam kralj naslikao medalju Cruz Roja (Crveni križ) Reda Svetog Jakova (Santiago) na slikarevim grudima kako se danas može vidjeti na slici. Svojevremeno, Velázquez nije primio ovo odličje viteštva do tri godine nakon što je nastala slika.
Velazquezovi posljednji portreti, oni kraljeve djece, su među njegovim ponajboljim djelima. Oni uključuju princezu Margaritu u plavoj haljini i jedini očuvani portret boležljivog princa Filipa Prospera. Na njima je vidljiva kombinacija nježnih linija karaktera sa suptilnim osjećajem isijavanja. Umjetnikove kasne slike su osobite zbog neobično vještog i životnog baratanja bojom i svjetlošću.
Godine 1660. potpisan je sporazum između Francuske i španjolske koji je potvrđen brakom Marije Terezije i Luja XIV. Svatovi su održani na malenom močvarnom otoku na Bidassoa otočju. Velázquez je bio unajmljen za dekoraciju španjolskog paviljona i privukao je strašnu pozornost plemića svojim scenskim kostimima i ukupnim dekorom. Po povratku u Madrid, u rujnu, pogodila ga je groznica i naslutivši svoj kraj on je potpisao svoju oporuku u kojoj sve ostavlja u rukama svoje žene i svog prijetelja Fuensalida, čuvara kraljevskog ariva. Preminuo je 6. kolovoza, 1660. Sahranjen je u kripti Fuensalida u crkvi San Juan Bautista, a u roku samo osam dana njegova je žena Juana sahranjena pored njega. Nažalost ova je crkva uništena u francuskom bombardiranju 1811., tako da njegovo posljednje počivalište nije poznato.

## Kronološki popis važnijih djela
- Ručak (oko 1617.) - Ulje na platnu, 108 x 102 cm, Hermitage, Sankt-Peterburg.
- Stara žena koja prži jaja (oko 1618.) - Ulje na platnu, 105 × 119 cm, Državna galerija, Edinburgh.
- Krist u kući Marte i Marije (1618.) - Ulje na platnu, 63 x 103.5 cm, Nacionalna galerija, London.
- Poklonstvo mudraca (1619.) - Ulje na platnu, 203 × 125 cm, Prado, Madrid.
- Vodonoša iz Seville (oko 1620.) - Ulje na platnu, 105 × 80 cm, Apsley House, London.
- Portret majke Jeronima de la Fuente (1620.) - Ulje na platnu, 79 x 51 cm, Prado, Madrid.[1]
- Portret grofa Olivaresa (1624.) - Ulje na platnu, 202 x 107 cm, Muzej umjetnosti, Sao Paulo.
- El Triunfo de Baco (Los borrachos) (1628. – 1629.) - Ulje na platnu, 165 x 225 cm, Prado, Madrid.
- Princeza Isabel de Borbón ns konju (1629.) - Ulje na platnu, 301 x 314 cm, Prado, Madrid.
- Apolon u Vulkanovoj kovačnici (1630.) - Ulje na platnu, 223 x 290 cm, Prado, Madrid.
- Dama s lepezom, (oko 1638. – 1639.) - Ulje na drvu, 69 x 51 cm, Kolekcija Wallace, London.
- Cristo crucificado (1631.) - Ulje na platnu, 248 x 169 cm, Prado, Madrid.
- KOnjanički portret grofa Olivaresa (1634.) - Ulje na platnu, 313 x 239 cm, Prado, Madrid.
- Predaja Brede (1633. – 1635.) - Ulje na platnu, 307 × 367 cm, Prado, Madrid.
- Portret grofa Olivaresa (1635.) - Ulje na platnu, 67 × 54.5 cm, Hermitage, Sankt-Peterburg.
- Menipo (1639. – 1640.) - Ulje na platnu, 179 × 94 cm, Prado, Madrid.
- Esopo (1639. – 1640.) - Ulje na platnu, 179 × 94 cm, Prado, Madrid.
- Mars se odmara (1640.) - Ulje na platnu, 179 × 95 cm, Prado, Madrid.
- Uspavana Venera (La Venus del espejo, oko 1648. – 1651.) - Ulje na platnu, 122 × 177 cm, Nacionalna galerija, London.
- Portret pape Innocenta X. (oko 1650.) -Ulje na platnu, 141 x 119 cm, Gallerija Doria Pamphili, Rim
- Juan de Pareja (1650.) - Ulje na platnu, 81.3 x 69.9 cm, Metropolitan, New York.
- Las Meninas (1656.) - Ulje na platnu, 318 × 276 cm, Prado, Madrid.
- Las Hilanderas (Bajka o Arahni) (oko 1657.) -Ulje na platnu, 167 × 252 cm, Prado, Madrid.
- Merkur i Argus (1659.) - Ulje na platnu, 127 × 248 cm, Prado, Madrid.